# Махмуду Баджо
Махмуду Баджо (англ. Mahmudu Bajo, нар. 15 серпня 2004) — гамбійський футболіст, півзахисник сербського клубу «Црвена Звезда» та національної збірної Гамбії.

## Клубна кар'єра
Народився 15 серпня 2004 року. Розпочав займатись футболом на батьківщині у клубі «Талліндінг», з якого у 2021 році перейшов до академії іспанської «Гранади».
У травні 2023 року Баджо підписав контракт з словацьким клубом «Железіарне». Відіграв за подбрезовську команду наступний сезон своєї ігрової кар'єри, зігравши у 32 матчах в усіх турнірах.
18 липня 2024 року уклав чотирирічний контракт з клубом «ДАК 1904», у складі якого провів наступний рік своєї кар'єри гравця.  Більшість часу, проведеного у складі «ДАК 1904», був основним гравцем команди.
1 серпня 2025 року він підписав чотирирічний контракт з белградською «Црвеною Звездою».

## Виступи за збірні
2023 року залучався до складу молодіжної збірної Гамбії. Разом з нею взяв участь у молодіжному Кубку африканських націй в Єгипті. На турнірі він зіграв у 5 матчах і у поєдинку проти Південного Судану (5:0) забив гол. Здобувши срібні медалі континентальної першості, гамбійці кваліфікувались і на молодіжний чемпіонат світу, який пройшов того ж року в Аргентині. На турнірі він зіграв у всіх чотирьох матчах, а його команда у 1/8 фіналу вилетіла від Уругваю (0:1), який у підсумку і став чемпіоном світу. Загалом на молодіжному рівні зіграв у 9 офіційних матчах, забив 1 гол.
8 червня 2024 року дебютував в офіційних іграх у складі національної збірної Гамбії у відбірковому матчі до чемпіонату світу 2026 року проти Сейшельських островів (5:1), вийшовши на заміну замість Янкуба Мінте. 

## Статистика виступів

### Статистика клубних виступів
Станом на 1 липня 2024
| Сезон             | Команда           | Чемпіонат         | Чемпіонат | Чемпіонат | Національний кубок | Національний кубок | Національний кубок | Континентальні кубки | Континентальні кубки | Континентальні кубки | Інші змагання | Інші змагання | Інші змагання | Усього | Усього | Усього |
| Сезон             | Команда           | Ліга              | Ігор      | Голів     | Ліга               | Ігор               | Голів              | Ліга                 | Ігор                 | Голів                | Ліга          | Ігор          | Голів         | Ігор   | Голів  |        |
| ----------------- | ----------------- | ----------------- | --------- | --------- | ------------------ | ------------------ | ------------------ | -------------------- | -------------------- | -------------------- | ------------- | ------------- | ------------- | ------ | ------ | ------ |
| 2023–24           | «Железіарне»      | СЛ                | 28        | 0         | КС                 | 4                  | 0                  |                      | -                    | -                    |               | -             | -             | 32     | 0      |        |
| Усього за кар'єру | Усього за кар'єру | Усього за кар'єру | 28        | 0         |                    | 4                  | 0                  |                      | -                    | -                    |               | -             | -             | 32     | 0      |        |